# 前田常作

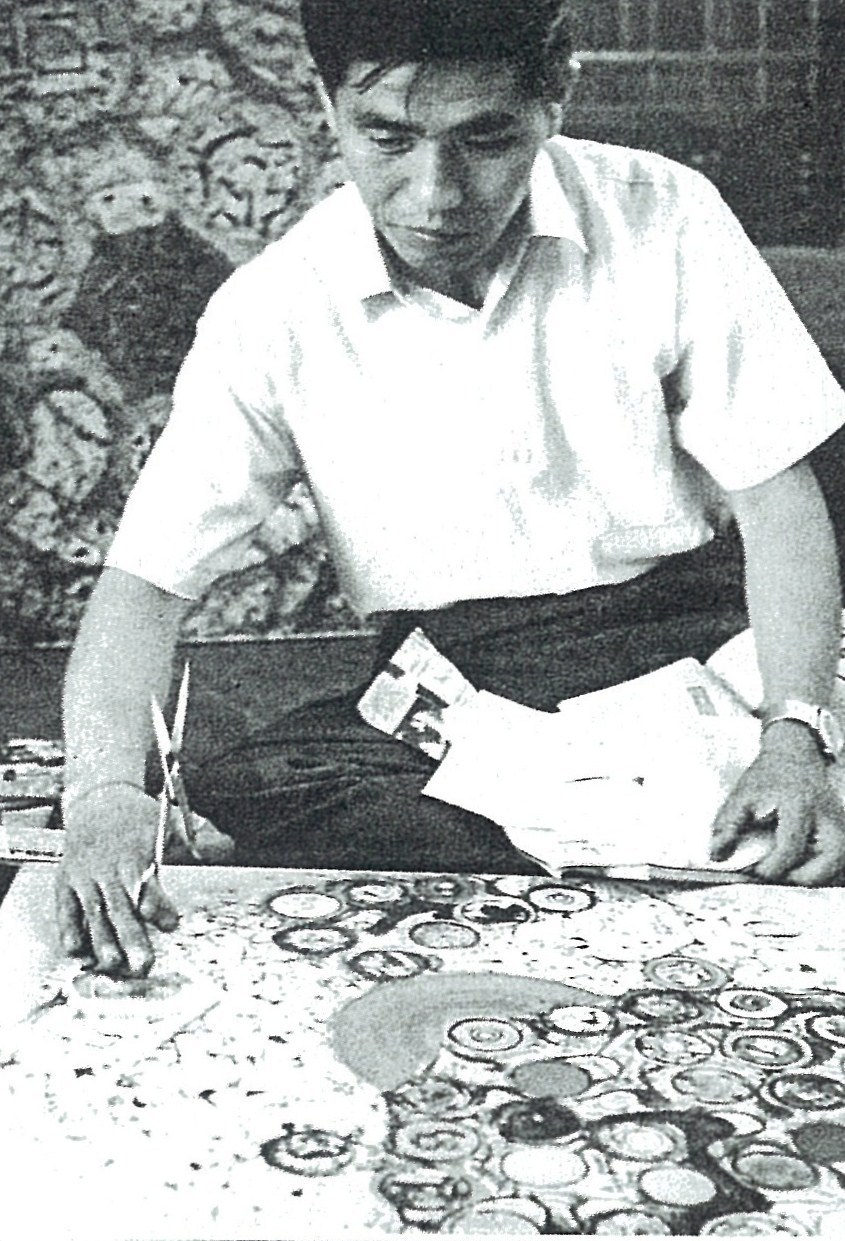
前田常作

前田 常作（まえだ じょうさく、1926年7月14日 - 2007年10月13日）は、日本の画家、版画家。

## 略歴
- 1926年、富山県下新川郡椚山村（現在の入善町）に生まれる。
- 一度、富山師範学校本科卒業後、武蔵野美術学校に入学する。
- 1953年、武蔵野美術学校を卒業。
- 1955年東京のタケミヤ画廊にて初の個展を開催する。
- 1957年、第1回国際青年美術家展で大賞を受賞する。翌年奨学金を得てフランスに留学。
- 1959年第1回パリ、青年美術家展に出品、イタリアでも個展を開く。
- 1961年、第6回日本国際美術展で東京国立近代美術館賞を受賞する。
- 1971年、第2回インドトリエンナーレに出品。
- 1979年から日本の全国各地で巡回個展を開催し、京都市立芸術大学教授に就任。そして、第11回日本芸術大賞を受賞する。
- 1983年に武蔵野美術大学教授。
- 1989年、仏教伝道文化賞を受賞。
- 1992年、紫綬褒章を受章し、翌年安田火災東郷青児美術館大賞を受賞する。
- 1994年、武蔵野美術大学の学長に就任。
- 1995年、富山県入善町名誉町民に選ばれた。
- 2000年勲三等瑞宝章受章、武蔵野美術大学の理事長に就任。
- 2002年「マンダラへの道」展開催。
- 2007年10月13日、心臓病のため死去。享年81。武蔵野美術大学名誉教授であった。

## 作品集
- 『マンダラの光・前田常作画集』
- 『心のデッサン』
- 『前田常作のアクリル画』
- 『曼陀羅への旅立ち』
- 『マンダラの旅 - 前田常作対話集  法蔵選書』

など多数

## 主な作品収蔵先
- 東京国立近代美術館
- 西田美術館